# Briadrata de Mágada
Briadrata ou Brihadratha foi o primeiro rei de Mágada e o fundador da dinastia de Briadrata. Foi seguido no trono pelo seu filho o imperador Jarasanda de Mágada. 
O antigo reino de Mágada (मगध) formava um dos 16 mahajanapadas ("grandes países", em sânscrito). O coração deste reino era uma porção de Bihar que fica a sul do Ganges, com a sua capital em Rajagria (atualmente Rajgir).